# Muscolo grande psoas
Il muscolo grande psoas (musculus psoas major) è un muscolo fusiforme, che insieme al muscolo iliaco compone il muscolo ileopsoas. Con il muscolo piccolo psoas è classificato come muscolo interno dell'anca.

## Origine e inserzione
Ha una componente superficiale e una profonda:
1. La porzione superficiale origina dal corpo della dodicesima vertebra toracica, dai corpi delle prime quattro vertebre lombari e dai dischi intervertebrali interposti.
2. La porzione profonda origina dai processi trasversi di tutte le vertebre lombari.
Le due porzioni si fondono poco dopo l'origine e si portano inferiormente e anteriormente nella pelvi, giungendo fino al di sotto del legamento inguinale dove si unisce al muscolo iliaco, insieme al quale si impegna all'interno della lacuna neuromuscolare in compagnia dei nervi femorale e cutaneo laterale della coscia (entrambi nervi periferici collaterali del plesso lombare). Si inserisce sul piccolo trocantere del femore. Costituisce, sulla faccia anteriore della coscia, la porzione laterale del pavimento del triangolo di Scarpa, insieme al muscolo pettineo che ne costituisce la porzione mediale.

## Azione
Il muscolo grande psoas, prendendo punto fisso sulla colonna e sul bacino, è il principale muscolo flessore della coscia. Inoltre solleva la gonade. Agonista del cremastere.

## Innervazione
Come il muscolo ileopsoas, è innervato da rami del plesso lombare da L1 a L3 (in alcuni casi si ha anche l'intervento di L4).